# 金贾克
金贾克（Jhinjhak），是印度北方邦Kanpur Dehat县的一个城镇。总人口20406（2001年）。

## 人口
该地2001年总人口20406人，其中男性10797人，女性9609人；0—6岁人口2975人，其中男1596人，女1379人；识字率69.28%，其中男性为74.56%，女性为63.36%。